# سوسیالیسم در یک کشور

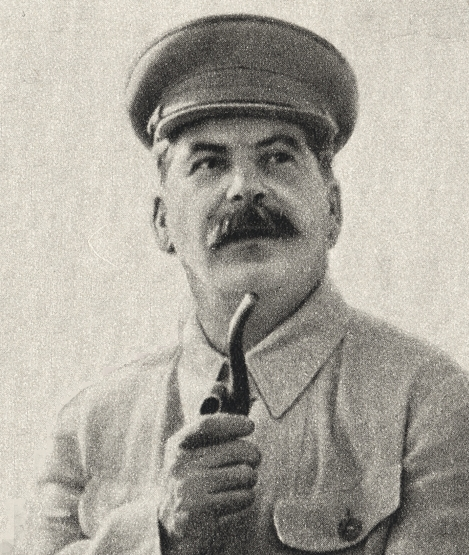
ژوزف استالین

سوسیالیسم در یک کشور (به روسی: социализм в отдельно взятой стране) نام یک تئوری است که ژوزف استالین و نیکلای بوخارین در ۱۹۲۴ آن را مطرح کردند و در نهایت به سیاست رسمی اتحاد شوروی تبدیل شد. مطابق سوسیالیسم در یک کشور، از آنجا که همه انقلاب‌های کمونیستی اروپا، برخلاف روسیه، شکست خورده‌اند، در نتیجه اتحاد شوروی باید تمرکزش را بر تقویت داخلی خود قرار دهد. این برخلاف اصول اولیه مارکسیسم مبنی بر اینکه سوسیالیسم باید به صورت جهانی برپا شود، بود.